# Coupe de France 1971/72
Het seizoen 1971/72 was het 55e seizoen van de Coupe de France in het voetbal. Het toernooi werd georganiseerd door de Franse voetbalbond.
Dit seizoen namen er 1496 clubs deel (113 meer dan de record deelname uit het vorige seizoenen). De competitie ging in de zomer van 1971 van start en eindigde op 4 juni 1972 met de finale in het Parc des Princes in Parijs. De finale werd gespeeld tussen Olympique Marseille (voor de elfde keer finalist) en SEC Bastia (voor het eerst in de finale). Olympique Marseille veroverde voor de achtste keer de beker door SEC Bastia met 2-1 te verslaan.
Olympique Marseille behaalde als achtste club de dubbel (landstitel en beker) in het Franse voetbal. Als landskampioen vertegenwoordigde Olympique Marseille Frankrijk in de Europacup I, als bekerfinalist nam SEC Bastia de plaats in de Europacup II 1972/73 in.

## Uitslagen

### 1/32 finale
De wedstrijden werden op 23 januari gespeeld. De beslissingswedstrijden op 30 januari en 2 februari (Toulon - Monaco). De 20 clubs van de Division 1 kwamen in deze ronde voor het eerst in actie.
| Winnaar             | Uitslag              | Verliezer                  |
| ------------------- | -------------------- | -------------------------- |
| Olympique Marseille | 3-0                  | Olympique Alès en Cévennes |
| SEC Bastia          | 1-0                  | Stade Mont-de-Marsan       |
| Stade Reims         | 2-1                  | Montpellier-Littoral SC    |
| RC Lens             | 2-0                  | US Quevilly                |
| OGC Nice            | 4-1                  | Biver Sports               |
| Olympique Avignon   | 2-1                  | FC Gueugnon                |
| AS Nancy            | 3-1                  | ASCA Wittelsheim           |
| Red Star Paris      | 3-1                  | AC Cambrai                 |
| EDS Montluçon       | 2-1                  | Entente BFN                |
| AC Ajaccio          | 2-1                  | FC Antibes                 |
| FC Sochaux          | 1-0                  | FC Metz                    |
| CA Mantes           | 1-0                  | FC Bourges                 |
| FC Nantes           | 2-0                  | Lille OSC                  |
| FC Rouen            | 2-0                  | US Concarneau              |
| AS Poissy           | 3-2                  | Stella Maris Douarnenez    |
| Sporting Toulon     | 2-2 nv; 2-2 ns (3-2) | AS Monaco                  |

| Winnaar               | Uitslag     | Verliezer            |
| --------------------- | ----------- | -------------------- |
| Stade Brest           | 2-0         | Olympique Lyon       |
| Martigues Sport       | 2-1         | US Toulouse          |
| CS Cuiseaux-Louhans   | 3-2         | RC Épernay           |
| LB Châteauroux        | 3-2         | Limoges FC           |
| Olympique Nîmes       | 6-0         | SO Châtellerault     |
| AS Saint-Étienne      | 1-0         | RP Strasbourg-Meinau |
| FC Lorient            | 5-1         | US Le Mans           |
| ASPTT Metz            | 2-1         | RCFC Besançon        |
| ECAC Chaumont         | 2-0         | US Dunkerque         |
| FC Saint-Louis 1911   | 2-1         | Amiens SC            |
| US Valenciennes-Anzin | 1-0         | Paris Saint-Germain  |
| FC Carpentras         | 1-1 nv; 6-1 | SSMC Miramas         |
| Stade Rennes          | 2-2 nv; 3-0 | Stade Laval          |
| AS Angoulême          | 2-1 nv      | SCO Angers           |
| AAJ Blois             | 1-0         | Girondins Bordeaux   |
| ES La Rochelle        | 1-0         | US Grand Boulogne    |

### 1/16 finale
De wedstrijden werden op 19 (Nantes - Rennes) en 20 februari gespeeld, de enige beslissingswedstrijd op 27 februari.
| Winnaar             | Uitslag | Verliezer           |
| ------------------- | ------- | ------------------- |
| Olympique Marseille | 2-1     | Stade Brest         |
| SEC Bastia          | 2-1     | Martigues Sport     |
| Stade Reims         | 4-2     | CS Cuiseaux-Louhans |
| RC Lens             | 5-1     | LB Châteauroux      |
| OGC Nice            | 3-1     | Olympique Nîmes     |
| Olympique Avignon   | 1-0     | AS Saint-Étienne    |
| AS Nancy            | 3-1     | FC Lorient          |
| Red Star Paris      | 3-1     | ASPTT Metz          |

| Winnaar         | Uitslag     | Verliezer             |
| --------------- | ----------- | --------------------- |
| EDS Montluçon   | 1-1 nv; 4-0 | ECAC Chaumont         |
| AC Ajaccio      | 4-0 nv      | FC Saint-Louis 1911   |
| FC Sochaux      | 4-2         | US Valenciennes-Anzin |
| CA Mantes       | 3-0         | FC Carpentras         |
| FC Nantes       | 2-0         | Stade Rennes          |
| FC Rouen        | 5-0         | AS Angoulême          |
| AS Poissy       | 1-0         | AAJ Blois             |
| Sporting Toulon | 3-1         | ES La Rochelle        |

### 1/8 finale
De heenwedstrijden werden op 11 en 12 maart gespeeld, de terugwedstrijden tussen op 15, 18 en 19 maart.
 * = eerst thuis 
| Winnaar               | Uitslag  | Verliezer     |
| --------------------- | -------- | ------------- |
| Olympique Marseille * | 4-1, 0-2 | EDS Montluçon |
| SEC Bastia            | 2-0, 0-0 | AC Ajaccio *  |
| Stade Reims           | 0-1, 3-0 | FC Sochaux *  |
| RC Lens *             | 1-0, 1-1 | CA Mantes     |

| Winnaar             | Uitslag  | Verliezer         |
| ------------------- | -------- | ----------------- |
| OGC Nice            | 1-0, 0-0 | FC Nantes *       |
| Olympique Avignon * | 4-0, 1-2 | FC Rouen          |
| AS Nancy *          | 2-0, 8-1 | AS Poissy         |
| Red Star Paris      | 3-1, 0-0 | Sporting Toulon * |

### Kwartfinale
De heenwedstrijden werden op 15 april gespeeld, de terugwedstrijden op 19 april.
 * = eerst thuis 
| Winnaar             | Uitslag  | Verliezer           |
| ------------------- | -------- | ------------------- |
| Olympique Marseille | 1-1, 1-0 | OGC Nice *          |
| SEC Bastia          | 1-0, 1-0 | Olympique Avignon * |
| Stade Reims *       | 2-0, 0-0 | AS Nancy            |
| RC Lens *           | 1-0, 0-0 | Red Star Paris      |

### Halve finale
De heenwedstrijden werden op 10 mei gespeeld, de terugwedstrijden op 13 (Marseille - Reims) en 14 mei (Bastia - Lens).
 * = eerst thuis 
| Winnaar             | Uitslag           | Verliezer     |
| ------------------- | ----------------- | ------------- |
| Olympique Marseille | 0-0, 2-2 ns (3-1) | Stade Reims * |
| SEC Bastia *        | 3-0, 0-2          | RC Lens       |

### Finale
De wedstrijd werd op 6 juni 1972 gespeeld in het Parc des Princes in Parijs voor 44.069 toeschouwers. De wedstrijd stond onder leiding van scheidsrechter Robert Frauciel.
| Winnaar                              | Uitslag | Finalist                  |
| ------------------------------------ | ------- | ------------------------- |
| Olympique Marseille                  | 2-1     | SEC Bastia                |
| Didier Couécou 15' Josip Skoblar 73' |         | 85' Georges Franceschetti |

1917/18 · 1918/19 · 1919/20 · 1920/21 · 1921/22 · 1922/23 · 1923/24 · 1924/25 · 1925/26 · 1926/27 · 1927/28 · 1928/29 · 1929/30 · 1930/31 · 1931/32 · 1932/33 · 1933/34 · 1934/35 · 1935/36 · 1936/37 · 1937/38 · 1938/39 · 1939/40 · 1940/41 · 1941/42 · 1942/43 · 1943/44 · 1944/45 · 1945/46 · 1946/47 · 1947/48 · 1948/49 · 1949/50 · 1950/51 · 1951/52 · 1952/53 · 1953/54 · 1954/55 · 1955/56 · 1956/57 · 1957/58 · 1958/59 · 1959/60 · 1960/61 · 1961/62 · 1962/63 · 1963/64 · 1964/65 · 1965/66 · 1966/67 · 1967/68 · 1968/69 · 1969/70 · 1970/71 · 1971/72 · 1972/73 · 1973/74 · 1974/75 · 1975/76 · 1976/77 · 1977/78 · 1978/79 · 1979/80 · 1980/81 · 1981/82 · 1982/83 · 1983/84 · 1984/85 · 1985/86 · 1986/87 · 1987/88 · 1988/89 · 1989/90 · 1990/91 · 1991/92 · 1992/93 · 1993/94 · 1994/95 · 1995/96 · 1996/97 · 1997/98 · 1998/99 · 1999/00 · 2000/01 · 2001/02 · 2002/03 · 2003/04 · 2004/05 · 2005/06 · 2006/07 · 2007/08 · 2008/09 · 2009/10 · 2010/11 · 2011/12 · 2012/13 · 2013/14 · 2014/15 · 2015/16 · 2016/17 · 2017/18 · 2018/19 · 2019/20 · 2020/21 · 
2021/22 · 2022/23 · 2023/24 · 2024/25 ·